# Thorn et Hogan
Thorn et Hogan est un constructeur automobile français.

## Production
La société Automobiles Thorn et Hogan, basée à Puteaux, a commencé à produire des automobiles en 1901.
L’usine était située au quai National 47 en Puteaux. Le seul modèle connu était un quatre places doté d’un moteur bicylindre de 10 ch. L’essieu arrière était entraîné par un arbre à cardan à partir de la sortie de la transmission. William S. Hogan, l’un des fondateurs, est décédé en 1938 à l’âge de 65 ans seulement . Grâce à ses relations, Hogan a réussi à faire venir les frères Wright et leur avion en France. Comme il était ami avec Farman, un pionnier de l’aviation, il a suivi de près les progrès de l’aviation. Avec le deuxième fondateur de l’entreprise, Stephen Thorn, il avait déjà ouvert l’une des premières maisons de vente de véhicules en France sur les Champs-Elysées en 1899.
La production de Thorn et Hogan a été arrêtée en 1902.
La date exacte de la dissolution de la société a été donnée au 14 octobre 1902.